# Canberra (Schiff, 1943)
Die USS Canberra (CA-70/CAG-2) war ein Schwerer Kreuzer der Baltimore-Klasse, der im Oktober 1943 in Dienst gestellt wurde. Das Schiff war im Pazifikkrieg im Einsatz, ehe es nach einem Torpedotreffer bei Kämpfen vor Formosa im Oktober 1944 den aktiven Kriegsdienst beenden musste. Zwischen März 1947 und Juni 1956 lag die Canberra in der Reserveflotte, ehe sie nach Umbauten als Lenkwaffenkreuzer reaktiviert wurde und noch bis Februar 1970 in Fahrt blieb. Nach der Streichung aus dem Naval Vessel Register im Juli 1978 ging das Schiff im August 1980 zum Abwracken.

## Planung und Bau
Die Canberra wurde am 1. Juli 1940 in Auftrag gegeben, am 3. September 1941 in der Fore River Shipyard auf Kiel gelegt und am 19. April 1943 vom Stapel gelassen. Ursprünglich sollte das Schiff den Namen Pittsburgh tragen, doch nach der Versenkung des australischen Kreuzers HMAS Canberra am 9. August 1942 wurde die Umbenennung als Ehrerbietung beschlossen. Die Indienststellung der Canberra fand am 14. Oktober 1943 statt.

## Dienstzeit

### Zweiter Weltkrieg
In Begleitung des Zerstörers Norman Scott trat das Schiff im Januar 1944 seine Reise nach Pearl Harbor an, wo es im Februar zur Task Force 58 stieß. Noch im selben Monat gab die Canberra Feuerunterstützung während der Operation Catchpole. Während März und April nahm sie als Teil einer Eskorte des Flugzeugträgers Yorktown an verschiedenen Einsätzen teil, darunter während der Operation Reckless. Anschließend gehörte das Schiff von April bis Mai zur Eskorte des Flugzeugträgers Enterprise. Zu den späteren Einsätzen der Canberra zählten die Schlacht um die Marianen-Inseln sowie die Schlacht in der Philippinensee.
Anfang Oktober 1944 trat das Schiff der Fast Carrier Task Force bei, um an Angriffen auf Okinawa und Formosa teilzunehmen. Dies war eine Vorbereitung für die Schlacht um Leyte. Während der Luftschlacht über Formosa wurde die Canberra am 13. Oktober von einem Torpedo getroffen, den ein japanisches Flugzeug abgeworfen hatte. Bei der daraus resultierenden Explosion starben 23 Besatzungsmitglieder, das Schiff erlitt schwere Beschädigungen. Die Canberra wurde von dem Schlepper USS Munsee (ATF-107) ins Schlepptau genommen, dessen Besatzung auch provisorische Reparaturarbeiten übernahm. Während dieser Arbeiten starb ein Offizier der Munsee, der sich in überfluteten Bereichen der Canberra aufgehalten hatte. Nach weiteren Reparaturarbeiten durch das Werkstattschiff USS Ajax (AR-6) traf das beschädigte Schiff in der Navy Yard in Boston ein. Die Reparaturen zogen sich bis zum Oktober 1945.

### Reserveflotte und Umbau
Am 7. März 1947 wurde die Canberra ausgemustert und in die Reserveflotte der Puget Sound Naval Shipyard gebracht. Zusammen mit ihrem Schwesterschiff Boston erhielt sie ab Januar 1952 einen Umbau zum Lenkwaffenkreuzer. Das äußere Erscheinungsbild des Schiffes veränderte sich hierdurch stark. Teile der alten Geschütze wurden durch Vorrichtungen für RIM-2 Terrier ersetzt. Hinzu kamen Radarsysteme und weitere technische Modernisierungen. Die Arbeiten der nun unter der Kennnummer CAG-2 registrierten Canberra waren im Juni 1956 abgeschlossen. Die zweite Indienststellung erfolgte am 15. Juni.

### Zweite Dienstzeit
Am 14. März 1957 beförderte die Canberra den US-amerikanischen Präsidenten Dwight D. Eisenhower zu einem Treffen mit dem britischen Premierminister Harold Macmillan nach Bermuda. Im September desselben Jahres nahm das Schiff an der NATO-Mission Operation Strikeback teil. In den folgenden Jahren absolvierte die Canberra überwiegend Übungsmissionen sowie mehrere Weltreisen.
Im Oktober war das Schiff Teil der Blockade während der Kubakrise. Zwischen 1965 und 1969 brach die Canberra insgesamt fünfmal für Einsätze nach Vietnam auf. Hierbei wurde sie am 2. März 1967 durch zwei vom Festland aus abgefeuerte Granaten erneut beschädigt, fünf Besatzungsmitglieder wurden verletzt. Während des Jahres 1968 nahm das Schiff an Kämpfen im Zuge der Tet-Offensive teil und gab dort Feuerunterstützung. Insgesamt feuerte es hierbei mehr als 35.000 Salven ab.
Am 1. Mai 1968 erhielt die Canberra wieder ihre ursprüngliche Bezeichnung CA-70, nachdem sich ihre Lenkwaffen als nicht rentabel erwiesen hatten. Dennoch blieben sie bis zur Ausmusterung des Schiffes im einsatzfähigen Zustand installiert. Am 2. Februar 1970 beendete die Canberra ihre aktive Einsatzzeit und wechselte erneut in die Reserveflotte. Die Streichung aus dem Naval Vessel Register erfolgte acht Jahre später am 31. Juli 1978. Nach weiteren zwei Jahren Liegezeit ging das Schiff im August 1980 zum Abbruch an National Metal.
Einer der Propeller der Canberra kann heute im Los Angeles Maritime Museum besichtigt werden. Die Schiffsglocke ist seit September 2001 ein Ausstellungsstück im Australian National Maritime Museum in Darling Harbour.